# 五月三十五日

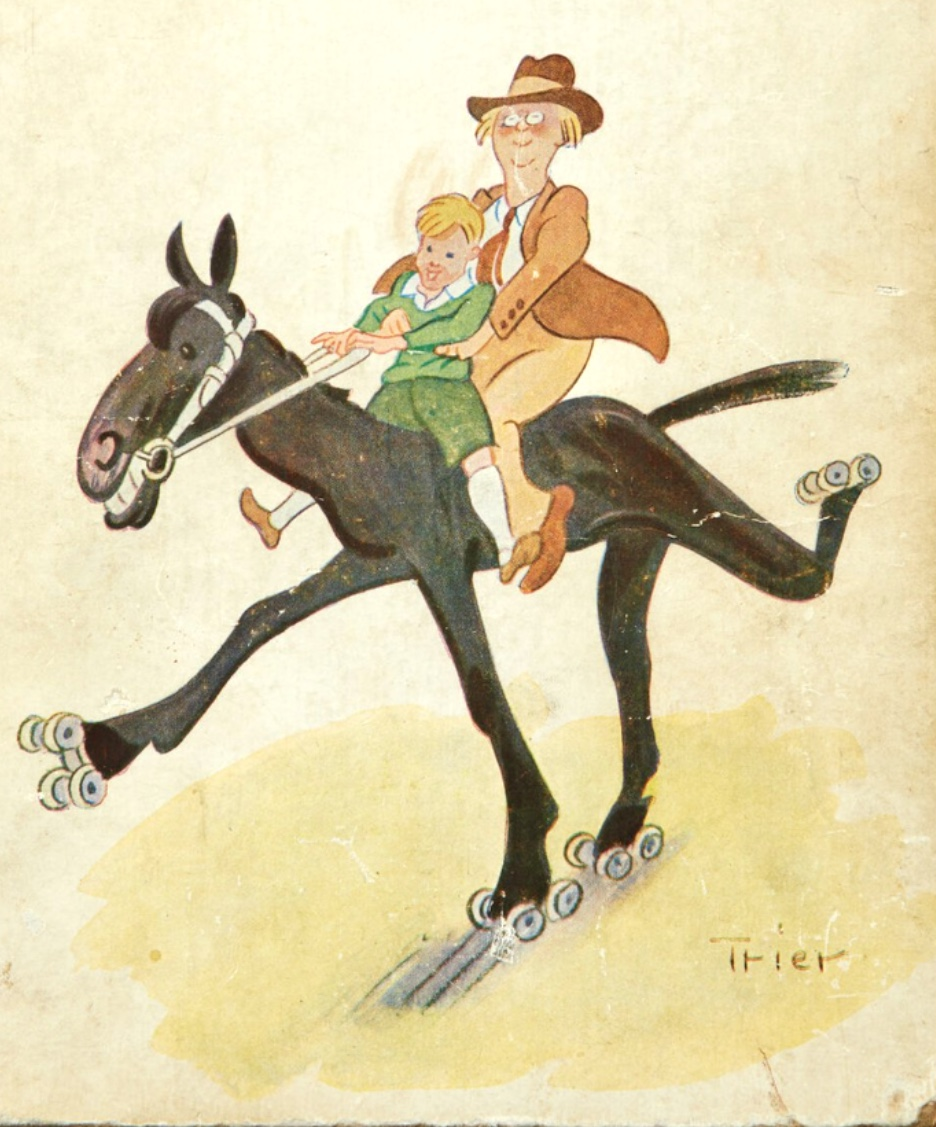
カバーの挿絵

『五月三十五日』（ごがつさんじゅうごにち、Der 35. Mai oder Konrad reitet in die Südsee）は、エーリッヒ・ケストナーの小説。1932年に刊行された。
原題は「五月三十五日、あるいはコンラットは南洋にでかけた」。意味的には“何が起きてもおかしくない日”の代名詞として使用されている。「とんでもない月曜日」（ジョーン・エイキン、1924 - 2004）と同義。
日本では『スケートをはいた馬』という訳のタイトルで出版されていたこともある。

## 概要
5月35日、この日は木曜日。コンラートは算数の成績が余りに良過ぎた為、“出来るヤツは想像力が欠けている”と見做す担任の指導で、他の秀才達と共に行った事もない“南洋”について作文を書かされる事になった。
毎週木曜日、共働きの両親に代わってコンラートを学校に迎えに来る事になっている薬剤師の叔父リンゲルフートは、相談を受けて「二人で先生に見事な南洋を突きつけてやろう」と提案し考え始める。
ローラースケートを履いた人間語を話す黒馬ネグロ・カバロに出会った二人は、一緒に南洋を目指して旅に出た。途中「なまけものの国」「過去の国」「さかさの国」「電気の国」などの途方もない国で驚きの体験を重ねる。

## 単行本
- スケートをはいた馬（講談社、1957年）訳：筒井敬介
- ケストナー少年文学全集5『五月三十五日』（岩波書店、1977年）訳：高橋健二

## その他
劇団木馬座で、ぬいぐるみ劇として上演されている。